# Le Soléal
Le Soléal est un navire de croisière de la compagnie Ponant. Long de 142 mètres, il peut accueillir jusqu'à 264 passagers. Il a trois sister-ships : Le Boréal et L'Austral, construits avant lui, et le Lyrial, livré deux ans plus tard.
La construction du Soléal a débuté en 2012 aux chantiers navals Fincantieri d'Ancône, en Italie.
Il a été mis à flot le 6 décembre 2012, puis mis en service en juin 2013.